# Tomeu Penya
Tomeu Penya   (Vilafranca de Bonany, 22 de març de 1949) és un cantautor mallorquí de música country.

## Biografia
Tomeu Penya començà la seva carrera musical tocant en diversos grups de rock que s'havien creat arran del creixement turístic experimentat a Mallorca, quan tenia uns 15 anys. Més endavant, se n'anà de viatge per Europa amb la guitarra i així tocà a diversos pubs d'Alemanya, Dinamarca i Suècia. La seva distància i l'enyorança de l'illa nadiua l'incitaren a compondre cançons.
Quan tornà a Mallorca, els seus amics l'encoratjaren a seguir aquesta via. Va ser el mateix rector de Vilafranca de Bonany qui va dirigir l'enregistrament del seu primer disc Cant a la vila. El desembre del 1982 Tomeu, amb l'ajuda d'en Joan Bibiloni i el suport i finançament d'un grup d'amics, enregistrà un LP amb els seus darrers treballs Càrritx i roses. Llavors, va anar creixent una gran demanda per part del públic mallorquí.

### Èxit a Mallorca
A l'estiu de l'any següent, el cantant superà tots els rècords de l'illa amb més de 10.000 còpies venudes del disc. La seva popularitat cresqué tant que se li demanava constantment que cantés a les festes i revetlles de Mallorca. Participà així a 50 recitals en un mateix estiu. El novembre del 1983 Tomeu Penya començà a elaborar el seu segon disc. El 1984 al mes d'abril edità el seu nou disc Coverbos en el qual un dels singles, Trenc, despertà polèmica ja que amb aquesta cançó Penya defensava la conservació dels darrers paratges naturals verges de Mallorca. El disc conegué un gran èxit gràcies a cançons com Sa perdiu o Feixets de cabells.

### Penya, més enllà de les Illes
Amb el tercer disc, Illamor, la fama d'en Tomeu Penya es consolidà i anà més enllà de la mar per arribar a Catalunya i a la resta dels Països Catalans. Amb tot, no va ser fins al 1986 gràcies a la seva cançó Mallorquins i catalans, treta del disc del mateix nom, que Tomeu Penya es va fer famós al Principat. Va ser aleshores quan el cantant començà a atraure l'atenció dels mitjans de comunicació de la capital catalana que li dedicaren diversos reportatges i entrevistes.
L'any següent, el 1987, el músic illenc edità un nou disc, Tomeu. Entre 1988 i 1989, Penya encadenà gires, participacions en programes de televisió i acabà aquest període fructuós amb una actuació al Palau de la Música. Després, el 1990, tragué a la venda un nou disc, Els cors ferits, amb certes novetats com ara versions de Don Williams, artista apreciat pel cantant mallorquí. L'àlbum assolí aleshores la xifra considerable de 15.000 còpies venudes. L'hivern del 1991 el cantant feu una gira per molts de pobles de Catalunya, període que finalitzà amb dues actuacions a Barcelona.

### Temps de consagració
Al mes d'octubre del 1992, després de la sortida del seu nou disc Sirena, Tomeu Penya juntament amb Maria del Mar Bonet rebé el premi nacional de la música lleugera que els atorgà la Generalitat de Catalunya. A tombants del mateix any s'edità una recopilació "Deu anys d'èxits" amb gran part de les cançons més populars del cantant i també una nadala inèdita El rei negre.
L'any següent Tomeu Penya realitzà un total de 35 actuacions, recorrent tot el conjunt dels Països Catalans durant tota la temporada. El 1994, amb la cançó Illes dins un riu, treta del seu nou àlbum Una aclucada d'ull, Penya va arribar a situar-se com a número 1 de les vendes en català, assolint un nou rècord. Entre 1995 i 1996 edità dos nous àlbums, Anuats, publicat el 1995, pel qual s'encarregà tot sol de la producció artística, i Balades, un recull de les seves cançons d'amor.

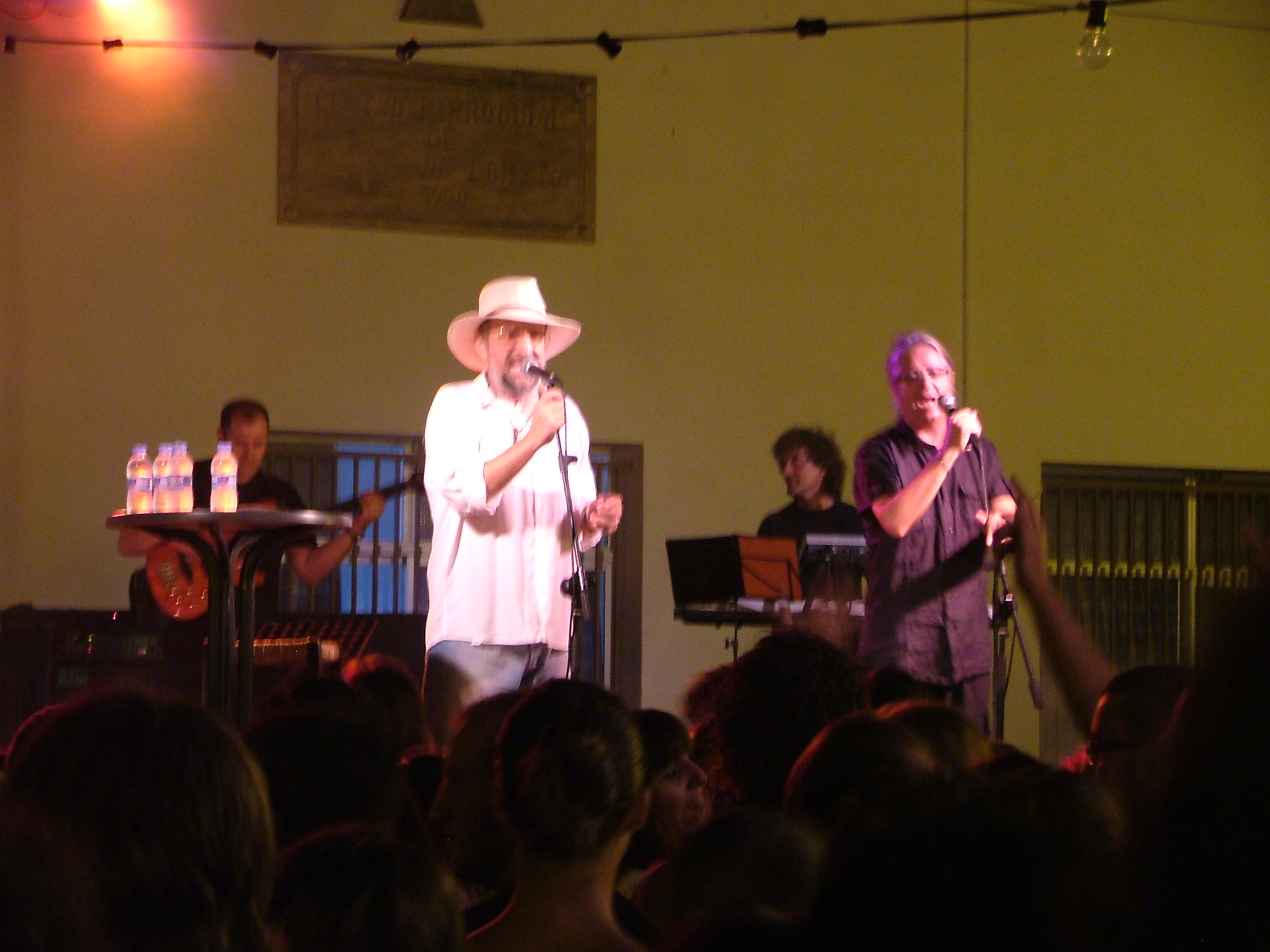
Tomeu Penya a Lloret de Vistalegre el 2008.

Amb el nou disc, De tot cor, publicat el 1997, Penya s'atansà més devers el gènere country, amb balades com Ho feim o Pels bons temps adaptades de cançons populars de R. i J. Stone i Kris Kristofferson. El 1998, any durant el qual feu moltes gires amb el seu grup Geminis, tragué el seu quinzè disc, Penya al descobert, amb 12 cançons on es retroben els seus temes més característics, l'amor (Cristina, Unes Paraules, Suau, Mallorquí, etc.). Va ser aleshores quan es feu famosa la cançó "Mallorquí", un divertit himne d'amor per Mallorca, impregnat de l'atmosfera dels camps de futbol.
L'any següent tragué una nova recopilació dels seus temes preferits que s'anomenà Antologia amb una cançó inèdita "Dona Reggae", i una nadala creada per a aquest disc, "Cantem Nadales". Edità un nou disc Fácil, aquesta vegada en castellà, el 2003. El 2005, amb el seu nou àlbum Sa força d'una mirada, Penya torna a acostar-se al gènere country i expressa mitjançant diverses balades reflexions i preocupacions sobre la societat actual.
El novembre de 2012 tragué el seu 25è àlbum És per tu, al qual la cançó Es soports de sa nostra bandera defensa la llengua catalana i els costums de les illes referint-se així a la bel·ligerància del govern de José Ramón Bauzá.
El 2022 va posar veu al personatge de Jambo a la sèrie animada Jasmine i Jambo.
Al 2025 celebrarà el 45è aniversari com a cantautor amb una gira molt especial anomenada "Tomeu Penya-Gira 45 anys" que el portarà per molts racons de les Illes Balears i de Catalunya.

## Discografia
- Tomeu Penya canta a la vila (1980) (descatalogat)
- Càrritx i roses (Blau 1982)
- Coverbos (Blau 1984)
- Illamor (Blau 1985)
- D'amor i Festa (Recopilatori en cassette, no es va editar en LP, descatalogat)
- Mallorquins i catalans (Blau 1986)
- Tomeu (Blau 1987)
- Arrels (Blau 1988)
- Arrels '89 (Blau 1989)
- Els cors ferits (Blau, 1990)
- Sirena (Blau, 1992)
- 10 anys d'èxits (recopilatori) (Blau, 1992)
- Una aclucada d'ull (Blau, 1994)
- Anuats (Picap, 1995)
- Balades (Recopilatori) (Blau, 1996)
- De tot cor (Picap, 1997)
- Penya al descobert (Picap, 1998)
- Antologia (Recopilatori) (1999)
- Això és Pecat (Picap, 2001)
- Concert al Palau d'Esports de Barcelona (CD+DVD)
- Fácil (DiscMedi-Blau (2003)
- Sa força d'una mirada (2004)
- Bàsic (Recopilatori) (2007)
- Paraules que s'endú es vent (2007)
- Tomeu Penya, 30 anys després (acústic en Directe, CD+DVD) (2010)
- És per tu (2012)
- Arruix (2013)
- Enamorant-nos (2014) (recopilatori amb un tema nou)
- Optimista (2015)
- 50 Cançons (2017)
- R.D.I. Comunitat des Pla (2019)
- Natura (2021)
- Sa Vida són dos dies (2024)